# Marzena Szewczuk-Stępień
Marzena Patrycja Szewczuk-Stępień (ur. 1976 r. w Tarnowskich Górach) – polska ekonomistka, specjalizująca się w zarządzaniu procesami inwestycyjnymi; nauczycielka akademicka związana z Politechniką Opolską.

## Biografia
Urodziła się w 1976 roku w Tarnowskich Górach, gdzie spędziła dzieciństwo i wczesną młodość. Uczęszczała tam kolejno do Szkoły Podstawowej nr 13 (1983-1991), a następnie I Liceum Ogólnokształcące im. Stefanii Sempołowskiej, gdzie w 1995 roku zdała egzamin dojrzałości. W tym samym roku podjęła studia na kierunku zarządzanie w Wyższej Szkole Inżynierskiej w Opolu (od 1996 roku Politechnika Opolska). Ukończyła je w 2000 roku z tytułami inżyniera i magistra. W 2005 roku Rada Wydziału Inżynierii Produkcji Politechniki Warszawskiej nadała jej stopień naukowy doktora nauk ekonomicznych w dziedzinie nauk o zarządzaniu, na podstawie pracy pt. Optymalizacja procesu inwestycji w zakładzie energetycznym z wykorzystaniem nowoczesnych narzędzi informatycznych, której promotorem był prof. Jerzy Stanisław Zieliński.
Od ukończenia studiów zawodowo związana jest z macierzystą uczelnią, gdzie rozpoczęła pracę początkowo na stanowisku asystenta, a następnie po otrzymaniu doktoratu adiunkta. W latach 2016–2020 pełniła funkcję prodziekana ds. współpracy i rozwoju, a w 2020 roku została wybrana dziekanem Wydziału Ekonomii i Zarządzania Politechniki Opolskiej.
Należała do współtwórców Akademickiego Inkubatora Przedsiębiorczości przy opolskiej politechnice. Działa w powołanej do życia w 2011 roku Fundacji Instytut Trwałego Rozwoju, gdzie pełni funkcję wiceprezesa.  W fundacji tej była m.in. współtwórcą marki "MojaSiedziba.pl.". Jest współautorką ekspertyz, strategii rozwoju, opracowań z tematyki gospodarki regionalnej, transferu wiedzy, jak i przedsiębiorczości, które opracowywała na zlecenie m.in.: Ministerstwa Pracy i Polityki Społecznej, Polskiej Agencji Rozwoju Przedsiębiorczości i urzędów marszałkowskich.
Zainteresowania naukowe Marzeny Szewczuk-Stępień koncentrują się wokół tematyki związanej z zarządzaniem procesami inwestycyjnymi. Do jej najważniejszych publikacji należą:
- Identyfikacja szans, barier i ograniczeń współpracy gospodarczej polskich i czeskich przedsiębiorstw, Opole 2012, pod redakcją.
- Wspomaganie działalności przedsiębiorczej i innowacyjnej. Przykłady i doświadczenia, Opole 2013, pod redakcją.
- Kooperacja świata nauki i biznesu. Studium sektora meblarskiego w województwie opolskim, Opole 2014, pod redakcją.

## Odznaczenia
- Brązowy Krzyż Zasługi (2020)[8]